# América FC (Rio Grande do Norte)
América FC, ook bekend als América de Natal is een Braziliaans voetbalclub uit Natal, in de deelstaat Rio Grande do Norte. Aartsrivaal van de club is stadsgenoot ABC.

## Geschiedenis
Een groep van 34 studenten richtte op 14 juli 1915 de voetbalclub op met blauw-witte clubkleuren. De huidige kleuren werden in 1918 aangenomen. Op 26 september 1915 speelde de club haar eerste wedstrijd tegen de latere aartsrivaal ABC en won met 4-1. Nadat er al in 1918 een poging gekomen was om een competitie op te zetten vond in 1919 het eerste echte Campeonato Potiguar plaats. América won zeven titels voor 1931 en was de dominerende club, maar dan nam ABC de rol over en won maar liefst tien keer op rij, een record in Brazilië wat enkel América Mineiro kon evenaren. Pas in 1946, vijftien jaar na de laatste titel kon América nog eens zegevieren. De volgende jaren wisselden América en ABC de titels af. Tussen 1960 en 1965 was de club niet aangesloten bij de bond en nam aan geen competitie deel. Dit gaf ABC en ook andere rivaal Alecrim vrij spel. De club kon hierdoor ook niet deelnemen aan de Taça Brasil, de eerste landelijke competitie die in 1959 ingevoerd werd. In 1966 keerde de club terug en won één jaar later al opnieuw de staatstitel, waardoor ze deel konden nemen aan de laatste editie van de Taça. Hier werden ze in de eerste ronde uitgeschakeld. 
Tussen 1974 en 1982 won de club zeven staatstitels en speelde van 1973 tot 1983 ook in de Série A, maar kon daar nooit enige potten breken. Nadat de staatskampioenen vanaf 1987 geen rechtstreeks ticket meer kreeg voor de Série A speelde de club voornamelijk in de Série B en C. Van 1987 tot 1989 werd de club drie keer op rij kampioen. In 1996 werd de club staatskampioen en werd vicekampioen in de Série B, waardoor ze de eerste club uit de staat zijn die een promotie kon afdwingen naar de Série A. In het eerste seizoen bij de elite werd de club zestiende, maar in 1998 werden ze afgetekend laatste. Datzelfde jaar wonnen ze wel de Copa do Nordeste in de finale tegen Vitória. Door deze zege mocht de club deelnemen aan de Copa CONMEBOL en speelde zo voor het eerst op internationaal niveau. De club werd wel tegen landgenoot Sampaio Corrêa uitgeloot en verloor daar in de eerste ronde.
In 1999 eindigde de club ook op een degradatieplaats in de Série B, maar door de chaos in 2000 waardoor de Copa João Havelange gespeeld werd en de club het daar beter deed, speelden ze ook daarna nog in de Série B. In 2002 werden ze tiende en wonnen de staatstitel. Er kwam echter concurrentie opzetten in eigen staat. Een jaar eerder won Corintians als eerste club buiten Natal de staatstitel en ook clubs uit andere steden presteerden steeds beter. América won nog de titel in 2003 en bleef ook daarna sterk presteren maar was zoals vanouds niet meer elk jaar zeker van een plekje bij de top twee. In 2004 degradeerde de club uit de Série B. Het volgende seizoen werden ze vicekampioen achter Remo. Ze telden evenveel punten, maar Remo had een beter doelsaldo. Het volgende seizoen werd de club vierde in de Série B en dwong zo nog eens promotie af naar de Série A. Paulista had evenveel punten en een veel beter doelsaldo, maar nu was de regel dat de club met de meeste gewonnen wedstrijden hoger eindigde. De Série A was echter een stuk te hoog gegrepen. Ze begonnen goed aan de competitie, met op de tweede speeldag een uitoverwinning op de latere vicekampioen Santos, maar daarna slabakte de motor en ze vergaarden uiteindelijk 17 punten, 24 minder dan Paraná, dat voorlaatste eindigde. Sinds het huidige systeem werd ingevoerd in de Série A in 2003 is dit de slechtste notering van een club.
Na drie seizoenen Série B volgde een nieuwe degradatie, maar ook nu kon de club de afwezigheid tot één seizoen beperken. In 2012 won América na negen jaar nog eens de staatstitel en werd negende in de Série B. Twee jaar later wonnen ze opnieuw de staatstitel, maar degradeerden later dat jaar wel opnieuw uit de Série B. In 2014 nam de club de intrek in het nieuwe stadion Arena das Dunas, dat gebouwd werd voor het WK 2014. 
In 2015 bereikten ze de derde ronde van de Copa do Brasil, waar ze verloren van Vasco da Gama en werd ook opnieuw de staatstitel gewonnen. In 2016 degradeerde de club uit de Série C terwijl rivaal ABC promoveerde dat jaar. In de Série D liep alles goed, de club werd overtuigend groepswinnaar en plaatste zich daarna nog voor de kwartfinale. Als best presterende club kregen ze de minste presterende club voorgeschoteld, maar Juazeirense won thuis met 3-0 en in de terugwedstrijd kon de club het niet recht zetten waardoor ze nog een jaar langer tot de Série D veroordeeld zijn. In 2018 liep het in de tweede ronde al mis tegen Imperatriz. In 2019 raakten ze een ronde verder, maar verloren daar van Jacuipense. In 2020 en 2021 liep het in de kwartfinale mis tegen respectievelijk Floresta en Campinense. In 2022 slaagde de club er eindelijk in de promotie te verzilveren en werd zelfs kampioen.

## Erelijst
Campeonato Potiguar
1919, 1920, 1922, 1924, 1926, 1927, 1930, 1931, 1946, 1948, 1949, 1951, 1952, 1956, 1957, 1967, 1969, 1974, 1975, 1977, 1979, 1980, 1981, 1982, 1987, 1988, 1989, 1991, 1992, 1996, 2002, 2003, 2012, 2014, 2015, 2019, 2023, 2024
Copa do Nordeste
1998
Campeonato Brasileiro Série D
2009